# Blues Around the Clock
Blues Around the Clock — студійний альбом американського блюзового співака Джиммі Візерспуна, випущений у 1963 року лейблом Prestige.

## Опис
Співак Джиммі Візерспун (який працював у жанрах джаз і блюз) записав цей альбом з ритм-секцією з органістом Полом Гріффіном, гітаристом Лордом Вестбруком, басистом Леонардом Гаскіном і ударником Гербі Ловеллом, виконавши десять пісень. Серед пісень найбільше виділяються «No Rollin' Blues», «S.K. Blues» і «Around the Clock».

## Список композицій
1. «I Had a Dream» (Біг Білл Брунзі) — 2:30
2. «Goin' to Chicago» (Каунт Бейсі, Джиммі Рашинг) — 2:19
3. «No Rollin'» (Джиммі Візерспун) — 4:45
4. «You Made Me Love You» (Джозеф Маккарті, Джеймс В. Монако) — 2:44
5. «My Babe» (Віллі Діксон) — 1:48
6. «S.K. Blues» (Сондерс Кінг) — 3:51
7. «Whose Hat Is That» (Джиммі Візерспун) — 2:40
8. «Around the Clock» (Вайноні Гарріс) — 3:15
9. «He Gave Me Everything» (Джиммі Візерспун) — 3:02
10. «Goin' Down Slow» (Джеймс Оден) — 2:45

## Учасники запису
- Джиммі Візерспун — вокал
- Пол Гріффін — орган
- Чонсі Вестбрук — гітара
- Леонард Гаскін — контрабас
- Гербі Ловелл — ударні

Технічний персонал
- Оззі Кадена — продюсер